# Gibney Beach

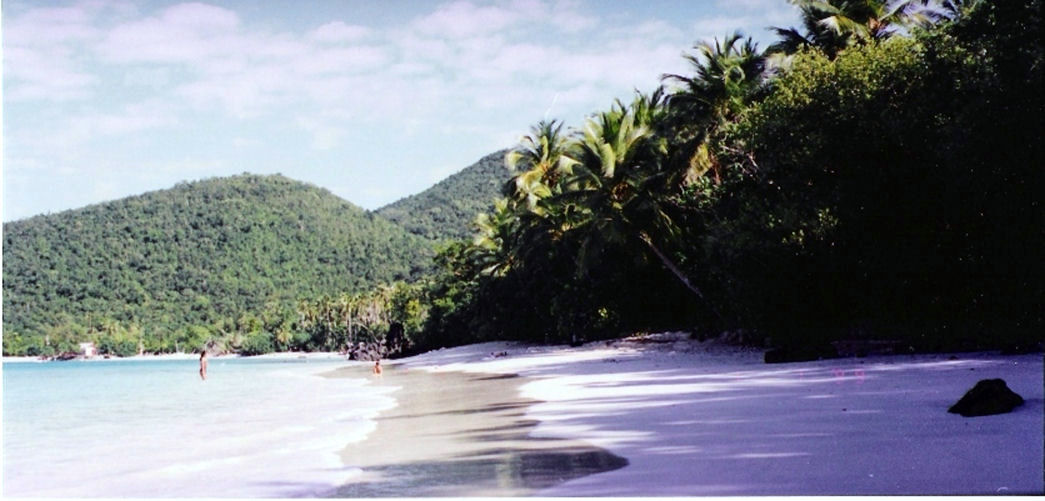
Oppenheimer Beach

Gibney Beach is een witzandstrand in het noorden van het eiland Saint John in de Amerikaanse Maagdeneilanden. Het westelijk gedeelte van het strand is Gibney Beach, en het oostelijk gedeelte Oppenheimer Beach. Het bevindt zich ongeveer 3 km ten noordoosten van de hoofdplaats Cruz Bay. Gibney Beach was eigendom van het schrijversechtpaar Robert en Nancy Gibney. In 1957 werd het oostelijk gedeelte verkocht aan Robert Oppenheimer. De stranden zijn publiek toegankelijk.

## Geschiedenis
In 1946 verbleven het schrijversechtpaar Robert en Nancy Gibney op Saint John gedurende hun huwelijksreis. In 1950 kochten de Gibneys 16 hectare grond aan de Hawksnest Bay, en bouwden een villa.
Robert Oppenheimer was tijdens de Tweede Wereldoorlog de directeur van het Manhattanproject en wordt de vader van de atoombom genoemd. In de jaren 1950 leverde hij kritiek op wapenwedloop en de ontwikkeling van de waterstofbom. Oppenheimer werd afgeschilderd als verrader en communistische sympathisant, en raakte in 1954 zijn veiligheidsstatus kwijt. In 1957 kocht hij het oostelijk gedeelte van de familie Gibney, en bouwde een villa voor zijn gezin.
In 1980 werd Oppenheimer Beach nagelaten aan de overheid van de Amerikaanse Maagdeneilanden, maar de villa werd verwaarloosd en verwoest door een orkaan. Het werd vervangen door een betonnen huis dat te huur is voor feesten en bruiloften. In 1997 werd Oppenheimer Beach gekocht door de National Park Service en werd onderdeel van het Virgin Islands National Park. In 2000 werd Gibney Beach aangekocht.

## Overzicht
Gibney en Oppenheimer Beach zijn publiek toegankelijk. Het zijn vrij rustige witzandstranden. In de baai bevinden zich koraalriffen en een grote variëteit aan vissen en leent zich voor snorkelen. Er zijn geen voorzieningen en er zijn weinig parkeerplaatsen.